# The Scary Bitches
Die Scary Bitches sind eine 1999 gegründete Musikgruppe aus England. Die Bandbreite ihrer Musik reicht von Gothic Punk bis hin zu Death-Rock.

## Geschichte
Die Gründungsmitglieder sind die Damen Alma Geddon und DEADri Ranciid. Die Texte der Band behandeln meist auf humorvolle Weise Themen aus Horror-B-Movies, etwa über Vampire, Werwölfe, Zombies, Kannibalismus, Nekrophilie, oder behandeln auf amüsante Weise Alltagserlebnisse von Angehörigen der Gothic-Szene. Dazu die Band: „Unsere Texte decken so manche ungewöhnliche Geschichte über Leben und Tod ab und bringen vielleicht manche Leute zum Lachen, aber wir haben immer darauf bestanden, dass wir keine Comedy-Band sind.“
In Großbritannien erreichte das Debütalbum Lesbian Vampyres from Outer Space Platz 4 in den UK Gothic Music Charts. In Deutschland erreichte die Gruppe vor allem aufgrund ihrer Konzerte Popularität.
Die bizarren, extravaganten Kostüme werden von Dean Blunkell entworfen. Heute besteht die Band aus vier Mitgliedern. Nach fünf Jahren erschien 2009 das dritte Studioalbum der Gruppe mit dem Titel The Island of the Damned, das neben Neuaufnahmen auch neu eingespielte Fassungen von vier Liedern des Demos bietet. Der breitgefächerte Musikstil der Band wird von dieser als „Kombination aus Elektronik und Gitarren“ beschrieben und sie hegen das Ansinnen, „verschiedene Stile zusammenzuführen“.

## Diskografie
- 1999: No Reflections (Demo-Album)
- 2002: Lesbian Vampyres from Outer Space
- 2004: Creepy Crawlies
- 2009: The Island of the Damned
- 2014: Grave Robbie